# Koos de Jong
Jacobus Hermanus Hendrik Jan „Koos“ de Jong (* 7. April 1912 in Rotterdam; † 20. August 1993 in Capelle aan den IJssel) war ein niederländischer Segler.

## Erfolge
Koos de Jong nahm an den Olympischen Spielen 1948 in London und 1952 in Helsinki teil. Er belegte 1948 in der Bootsklasse Firefly mit 5204 Punkten den dritten Platz hinter Paul Elvstrøm und Ralph Evans und sicherte sich so die Bronzemedaille. Vier Jahre darauf schloss er die Regatta im Finn-Dinghy auf dem vierten Platz ab, womit er knapp einen weiteren Medaillengewinn verpasste. Nur 18 Punkte blieb er hinter dem drittplatzierten Rickard Sarby, der auf insgesamt 5051 Punkte kam und 1948 noch hinter de Jong den vierten Platz belegt hatte.